# Stade Jassim-bin-Hamad
 (octobre 2024).
Si vous disposez d'ouvrages ou d'articles de référence ou si vous connaissez des sites web de qualité traitant du thème abordé ici, merci de compléter l'article en donnant les références utiles à sa vérifiabilité et en les liant à la section « Notes et références ».
Le stade Jassim Bin Hamad (en arabe : ملعب جاسم بن حمد) est un stade multifonction de Doha, au Qatar. Il a une capacité de 12 946 places.
L'équipe de football Sadd Sports Club y joue ses matchs, de même que l'équipe du Qatar de football.

## Événements
- Coupe d'Asie des nations de football 2011
- Supercoupe d'Italie de football 2014
- Supercoupe d'Italie de football 2016
- Coupe du monde des clubs 2019
- Coupe d'Asie des nations de football 2023